# Amorphochelus scitulus
Amorphochelus scitulus är en skalbaggsart som beskrevs av Marc Lacroix 1997. Amorphochelus scitulus ingår i släktet Amorphochelus och familjen Melolonthidae. Inga underarter finns listade i Catalogue of Life.